# 몬티아과
몬티아과(Montiaceae)는 석죽목에 속하는 속씨식물과의 하나이다. 초본식물부터 관목까지 분포하는, 약 14속에 500여 종으로 구성되어 있다. 이 과는 전 세계에 분포한다.
몬티아과는 APG III 분류 체계에서 새롭게 채택되었으며, 이전에 쇠비름과에 속했던 석죽목의 일부 속을 포함하고 있다.

## 속
- Calandrinia Kunth
- Calyptridium Nutt.
- Cistanthe Spach
- Claytonia L.
- Hectorella Hook.f.
- Lenzia Phil.
- Lewisia Pursh
- Lewisiopsis Govaerts
- Lyallia Hook.f.
- Montia L.
- Montiopsis Kuntze
- Parakeelya Hershk.
- Phemeranthus Raf.
- Schreiteria Carolin[2]